# Stille Wahl
Bei einer stillen Wahl gelten alle aufgestellten Kandidaten ohne öffentlichen Wahlgang automatisch als gewählt, sofern deren Anzahl die Zahl der zu vergebenden Sitze nicht übersteigt. Andere Wahlverfahren können im beschriebenen Fall auch die Wahl beliebiger, nicht kandidierender Personen oder die Wahloption „Keiner der Kandidaten“ vorsehen.
Die Möglichkeit einer stillen Wahl besteht in der Schweiz in vielen Gemeinden und Kantonen, aber auch bei der Wahl in den Nationalrat. Auch in Liechtenstein und in Island besteht die Möglichkeit der stillen Wahl, in Island dabei nur für das Amt des Staatspräsidenten.
Die Zusammensetzung des Liechtensteinischen Landtags wurde am 4. April 1939 beispielsweise in einer stillen Wahl ermittelt.